# Eddy Pauwels
Pour les articles homonymes, voir Pauwels.
Eddy Pauwels, né le 2 mai 1935 à Bornem (province d'Anvers) et mort le 6 mars 2017 dans la même ville, est un coureur cycliste belge, professionnel de 1959 à 1966.

## Carrière
Amateur, Eddy Pauwels remporte notamment le Tour de RDA en 1957.
Il participe sept Tours de France et se classe 11e en 1959, 25e en 1960, 9e en 1961, 10e en 1962, 13e en 1963, 20e en 1964. Il abandonne en 1965.
Durant le Tour de France 1961, il remporte deux étapes : la 14e entre Montpellier et Perpignan et la 17e, de Luchon à Pau. Il récidive en 1962 en s'imposant dans la 11e étape entre Bayonne et Pau et en 1963 lors de la 1re étape, allant de Nogent-sur-Marne à Épernay. 
Il a également porté le maillot jaune pendant le Tour 1959 pendant deux jours non consécutifs et trois jours dans le Tour 1963.

## Palmarès
- 1956
  - Croydon Premier Road Race
- 1957
  - Tour de RDA
- 1958
  - Bruxelles-Remouchamps
  - 2e de Hulst-Tessenderlo
  - 2e de Bruxelles-Liège
  - 2e du Grand Prix de l'Escaut indépendants
  - 3e du Tour des Flandres des indépendants
  - 6e du Critérium du Dauphiné Libéré
- 1959
  - 3e étape du Tour de Belgique
- 1960
  - Hulst-Tessenderlo
  - Trois Jours d'Anvers :
    - Classement général
    - 2eb étape (contre-la-montre par équipes)

  - 4e du Critérium du Dauphiné Libéré
- 1961
  - 14e et 17e étapes du Tour de France
  - 2e de la Flèche hesbignonne
  - 3e du Grand Prix du 1er mai
  - 9e du Tour de France
- 1962
  - 11e étape du Tour de France
  - 9e du Tour d'Espagne
  - 10e du Tour de France
- 1963
  - 1re étape du Tour de France
- 1964
  - 4e du Tour de Romandie

## Résultats sur les grands tours

### Tour de France
7 participations
- 1959 : 11e,  maillot jaune pendant 2 jours
- 1960 : 25e
- 1961 : 9e, vainqueur des 14e et 17e étapes
- 1962 : 10e, vainqueur du prix de la combativité et de la 11e étape
- 1963 : 13e, vainqueur de la 1re étape,  maillot jaune pendant 2 jours (dont une demi-étape)
- 1964 : 20e
- 1965 : abandon (19e étape)

### Tour d'Espagne
3 participations
- 1962 : 9e
- 1965 : 18e
- 1966 : non-partant (6e étape)